# Utricularia macrorhiza
Utricularia macrorhiza Leconte, 1824 è una pianta carnivora appartenente alla famiglia Lentibulariaceae.

## Descrizione
È una pianta acquatica perenne ed erbacea.

### Fiori
I fiori, da 6 a 20, sono gialli e portati da un'infiorescenza racemosa con uno stelo floreale che si estende al di sopra della superficie dell'acqua.
La fioritura avviene in giugno, luglio ed agosto.

### Utricoli
Come tutte le utricularie, anche U. macrorhiza presenta delle trappole ad aspirazione chiamate utricoli, utilizzate per la cattura di protozoi e piccoli invertebrati acquatici.
Gli utricoli sono di colore verde e trasparenti quando sono giovani, mentre quelli maturi sono di un colore che va dal marrone scuro al nero.

## Distribuzione e habitat
Questa specie è nativa  dell'America del Nord e dell'Asia orientale temperata.
Vive all'interno di stagni e in luoghi in cui siano presenti acque a basso movimento.